# Photographing the Audience
Pour plus de détails, voir Fiche technique et Distribution.
Photographing the Audience est un film américain muet et en noir et blanc sorti en 1901.

## Synopsis
Un photographe tente désespérément de prendre en photo une assemblée sur une scène. Il finit par s'énerver et bouscule son appareil photo qui explose avec fracas. Fou de rage, il commence à envoyer des éléments du mobilier sur la scène.

## Fiche technique
- Titre : Photographing the Audience
- Production : Siegmund Lubin
- Pays :  États-Unis
- Genre : Comédie
- Durée : 75 pieds
- Dates de sortie : 
  -  États-Unis : 30 mars 1901